# Кочевники

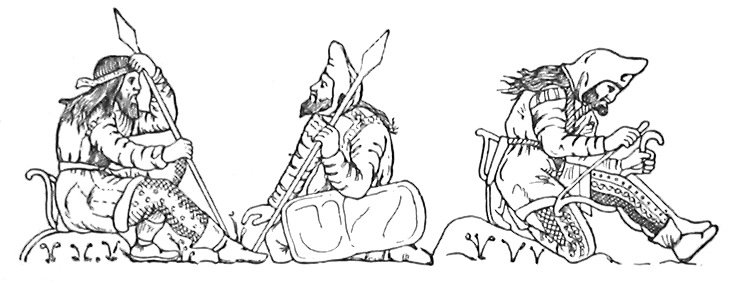
Скифы. Рельеф чаши из кургана Куль-Оба (Эрмитаж).

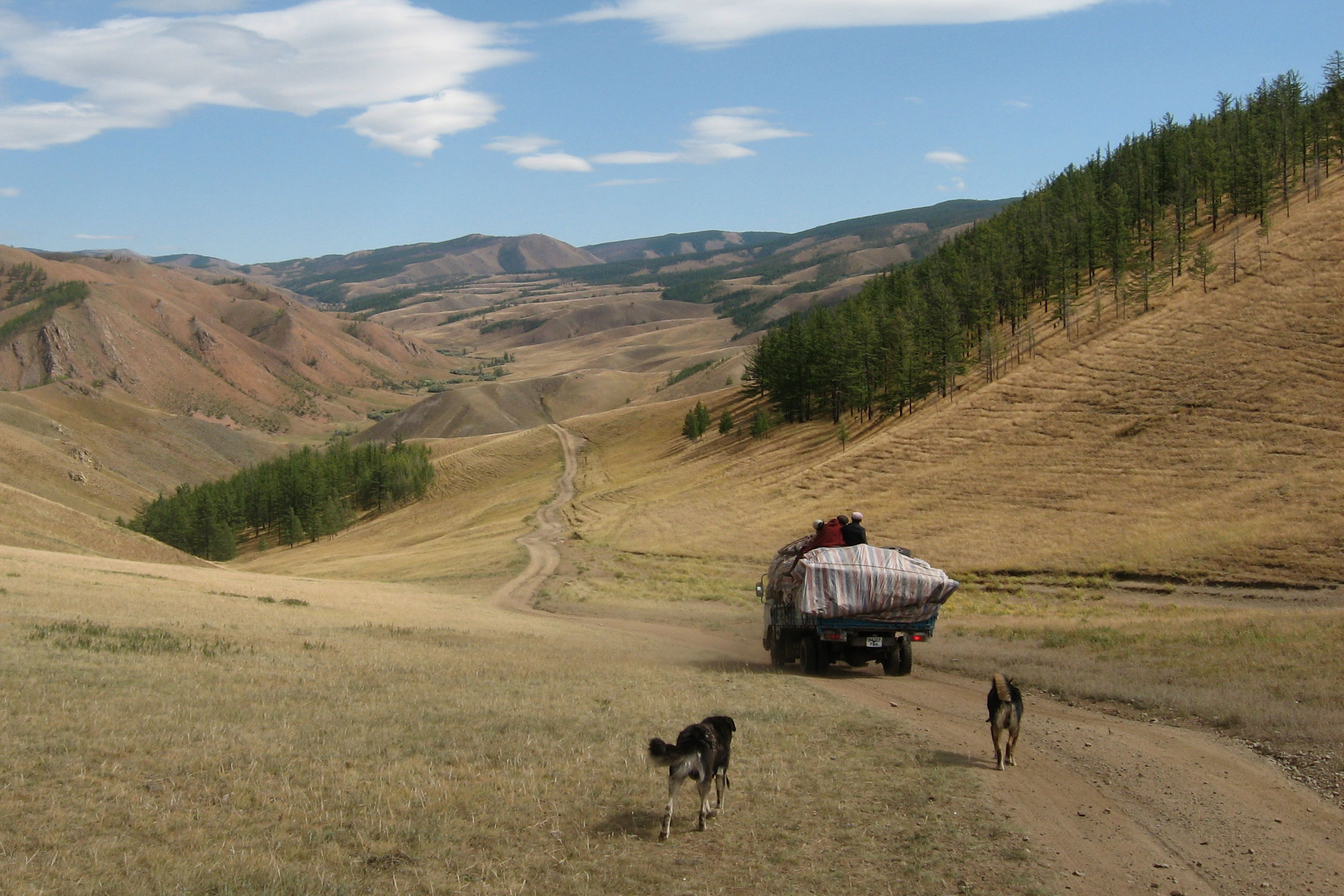
Монгольские кочевники в переходе на северное стойбище.

Коче́вники — этносы, народы, народности и племена, исторически сложившиеся в кочевых — номадических — этнокультурных условиях (др.-греч. νομάδες [nomádes] мн.ч. от νομάς «кочевник» ← νομός «пастбище, выгон»). 
В современное время это люди, постоянно или временно пребывающие в соответствующих культурах и ведущие кочевой образ хозяйства, или культурно-этнически принадлежащие к традиционной кочевой культуре и типу хозяйства. Рождаемость у кочевых скотоводов как правило ниже рождаемости земледельцев.

## История
Кочевничество как исторически сложившаяся социально-экономическая система развития и хозяйственно-культурный тип сформировалось во II тысячелетии до н. э. в евразийском и афроазиатском аридном регионе.
В основу кочевого образа жизни легло скотоводство, в поисках новых пастбищ люди переселялись на многие километры от основного места жительства. Кочевое скотоводство было преобладающим образом жизни в степях Внутренней Азии на протяжении большей части ее истории. Хотя наблюдатели извне нередко отзывались о нем, как о примитивной форме экономической организации из-за менее производительного труда кочевника, чем земледельца, в действительности это была усложненная специализация по использованию степных ресурсов. Тем не менее, этот образ жизни всё же был отсталым и чуждым для окружающих оседлых цивилизаций. История номадов и их связи с окружающими регионами основывались на том, что сами кочевники принимали как не требующее доказательств свои циклы движения, требования животноводства, экономические ограничения и основную политическую организацию.
Термин «пасторальный номадизм» (кочевое скотоводство — прим. отв. ред.) обычно используется для обозначения формы подвижного скотоводства, при которой семьи мигрируют со своими стадами с одного сезонного пастбища на другое в годовом цикле. Наиболее характерное культурное свойство этого экономического приспособления состоит в том, что общества кочевников-скотоводов приспосабливаются к требованиям подвижности и потребностям своего скота. Понятия «номадизм», «кочевничество», «скотоводство» и «культура» семантически различны. Существуют скотоводы, которые не являются кочевниками (такие, как современные фермеры- животноводы, и кочевые группы, которые не пасут скот, — например, охотники). Существуют также сообщества, в которых подвижные формы скотоводства представляют единственную экономическую специализацию, в которой отдельные пастухи или ковбои нанимаются, чтобы смотреть за животными (как случилось в Западной Европе или Австралии с разведением овец и в Америках с крупным рогатым скотом). Когда разведение скота является профессиональным занятием, твердо внедренным в культуру оседлых народов, отдельное общество скотоводов никогда не существует.
Скотоводство Внутренней Азии традиционно зависело от использования обширных, но сезонных пастбищ в степях и горах. Поскольку люди не могли питаться травой, разведение скота, который мог это делать, было эффективным способом эксплуатации энергии степной экосистемы. Стада состояли из ряда травоядных животных, в том числе овец, коз, лошадей, крупного рогатого скота, верблюдов и иногда яков. Не существовало специализации по разведению отдельных видов, которая развивалась среди бедуинов Ближнего Востока, разводивших верблюдов, и пастухов северных оленей в Сибири. Идеальным для Внутренней Азии было наличие всех видов животных, необходимых для обеспечения продовольствия и перевозок, так что семья или племя могли достичь самообеспечения при скотоводческом производстве. Фактическое распределение животных в стаде отражало и экологические переменные, и культурные предпочтения, но их состав был, в основном, однотипен, независимо от того, использовали ли номады открытую степь или горные пастбища. Изменения в составе стада были особенно часты среди скотоводов, которые эксплуатировали более маргинальные районы, где, например, козы выживали лучше, чем овцы, либо где засушливость способствовала разведению верблюдов, а не разведению лошадей.
По данным Дмитрия Самохвалова, до появления лошадей Великие равнины Северной Америки и Патагония в Южной Америке были почти не заселены. Но и позже средняя численность племен Великих равнин Америки по оценкам Юрия Стукалина составляла около 3-4 тысяч человек.
По мнению Фернана Броделя кочевники Старого Света это уникальный пример долгого паразитирования «варваров» над более технологически и организационно развитыми цивилизованными народами. Малейшие изменения окружающей среды приводили к цепной реакции массового движения кочевых народов на запад на страны Европы или на восток на страны Азии, при этом направление движения по мнению Фернана Броделя зависела от степени сопротивления со стороны оседлых народов. Начало конца кочевых набегов было положено в 80-е годы XVII века, когда Китай смог установить надежную охрану границ и китайцы начали активно заселять Монголию, Туркестан и Тибет. Одновременно Китай захватил Маньчжурию, а Нерчинский договор ознаменовал разделение владений Китая и России на Амуре. Под давлением Китая кочевники двинулись на запад через Джунгарские ворота. Однако в этот раз кочевники вместо пустого пространства встретили сопротивление России времен Петра первого. Ещё в течение столетия на границах России происходили постоянные стычки с кочевниками, но в этот раз порох и пушки оказались сильнее главного преимущества кочевников — быстроты и мобильности. Победа России ещё до окончания XVIII века окончательно завершила эпоху набегов кочевников на оседлые цивилизации Евразии.
По данным Юрия Васильевича Емельянова кочевники всегда уступали оседлым земледельческим народам в численности. Население центральноазиатских степей по оценкам Льва Гумилева колебалось от 0,4 миллиона в III веке нашей эры до 1,3 миллиона человек в XIII веке нашей эры (для сравнения по оценкам И. Захарова население Китая в 1 веке нашей эры составляло около 60 миллионов человек), а например хунны по подсчетам Л. Н. Гумилева сражались с Китаем в соотношении 1 к 20. Общая численность кочевников в XV-XVI веках по некоторым оценкам составляла сотни тысяч человек, а от Волги до Монголии в конце XIX века оценивается в 3-4 миллиона человек.
Схожее, но не тождественное значение имеет слово номады, номадизм, и именно в силу этой схожести значений, в русскоязычном и возможно других лингво-культурно несхожих оседлых обществах (персидском, сино-китайском, и многих других, исторически страдавших от военных экспансий кочевых народов) существует седентаристский феномен подспудной исторической неприязни, приведший к очевидно намеренной терминологической путанице «кочевник-скотовод», «номад-путешественник», ирландский-английский-шотландский «путешественних-трэвеллер» и т. п.
Кочевой образ жизни исторически ведут тюркские и монгольские этносы, и другие народы урало-алтайской языковой семьи, находившиеся в ареале кочевых цивилизаций. На основании генетической языковой близости к урало-алтайской семье, предков современных японцев, древних конных воинов-лучников, завоевавших Японские острова, выходцев из урало-алтайской кочевой среды, также и корейцев историки и генетики считают отделившимися от протоалтайских народов.
Вклад, и древний, и средневековый, и относительно недавний, кочевников в северный и южный синский (древнее название), ханьский или китайский этногенез, вероятно, достаточно большой.
Последняя династия Цин была кочевого, маньчжурского происхождения.
Средства к существованию кочевники могли получать из самых разных источников — кочевое скотоводство, торговля, различные ремесла, рыболовство, охота, различные виды искусства (цыгане), наёмный труд или даже военный грабёж, либо «военные завоевания». Обычное воровство было недостойно воина-кочевника, в том числе ребёнка или женщины, так как все члены кочевого общества было воинами своего рода или эля, и тем более кочевого аристократа. Как и другие, считавшиеся недостойными, подобно воровству, особенности оседлой цивилизации, были немыслимы для любого кочевника. К примеру, в среде кочевников, проституция была бы абсурдна, то есть абсолютно неприемлема.

В современном мире, в связи с существенными изменениями в хозяйстве и жизни общества появилось и достаточно часто употребляется понятие неокочевники, то есть современные, возможно, очень (или не очень) успешные люди, ведущие кочевой или полукочевой образ жизни в современных условиях. По роду занятий многие из них являются артистами, учёными, политиками, спортсменами, шоуменами, коммивояжёрами, менеджерами, преподавателями, сезонными работниками, программистами, гастарбайтерами, экспатами, путешественниками и так далее.

## Кочевничество

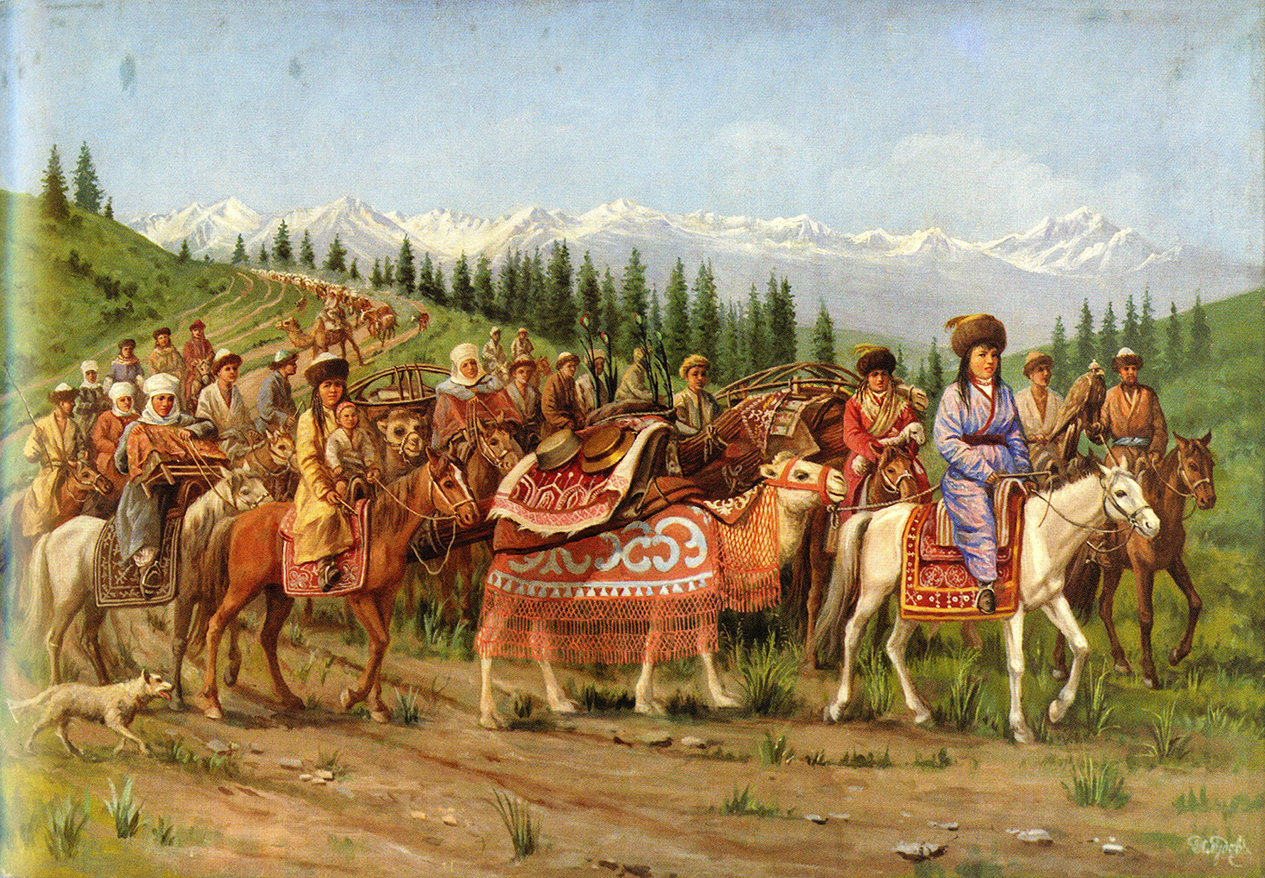
Николай Хлудов. «Богатое кочевье». Середина 1880-х гг.

Кочевы́е наро́ды — мигрирующие народы, живущие за счёт скотоводства. Некоторые кочевые народы, кроме того, занимаются охотой или, как некоторые морские кочевники в юго-восточной Азии, — рыболовством. Термин кочевье используется в славянском переводе Библии применительно к станицам измаильтян (Быт. 25:16).
Отгонное животноводство основано на сезонных перегонах скота на относительно краткие расстояния. Скот обычно перегоняется на высокогорные пастбища летом и в долины низин зимой. Погонщики имеют постоянные жилища, обычно в долинах.
Быт многих народов, традиционно относимых к кочевым, например алтайских древних тюрок, на самом деле может быть охарактеризован именно как отгонное животноводство, поскольку их перекочёвки носили сезонный характер и производились в пределах чётко очерченной территории, принадлежащей роду; часто у них имелись постоянные строения, служившие для заготовки сена на зиму для скота и жилья нетрудоспособных пожилых членов группы, в то время как молодёжь на лето откочёвывала вместе со скотом в предгорья (джейляу).
В частности, ритмы сезонного вертикального кочевания распространены в сельской местности в Казахстане, Киргизии, Таджикистане, Азербайджане, Турции.
В научном смысле кочевничество (номадизм, от греч. νομάδες, nomádes — кочевники) — особый вид хозяйственной деятельности и связанных с ним социокультурных характеристик, при которых большинство населения занимается экстенсивным кочевым скотоводством. В некоторых случаях кочевниками называют всех, кто ведёт подвижный образ жизни (бродячих охотников-собирателей, ряд подсечных земледельцев и морских народов Юго-Восточной Азии, мигрирующие группы населения, такие, как цыгане, и т. д.).

## Этимология слова
Слово «кочевник» происходит от глагола кочевать, далее от др.-русск. кочева́ти, из тюркск.: ср. уйг., чагат. köč «поездка, путешествие, переселение», кирг., уйг., чагат., тел., алт. köćmäk «кочевать».
В Республике Казахстан в настоящее время имеется государственная программа по переселению — Нұрлы көш.
Однокоренным является термин «кош» и украинская (т. н. козацькая) и южнорусская (т. н. казацкая) фамилия Кошевой.

## Определение
Далеко не все скотоводы являются кочевниками (хотя, прежде всего надо было разграничить в русском языке использование термина кочевник и номад, другими словами, кочевники далеко не то же самое, что обычные номады, и далеко не все номадные народы это кочевники, причем интересен культурный феномен, состоящий в том что всякая попытка устранения намеренной терминологической путаницы — «номад» и «кочевник», традиционно существующей в современном русском языке, натыкается на традиционное же игнорирование). Целесообразно связывать кочевничество с тремя главными признаками:
1. экстенсивное скотоводство (Пасторализм) как главный вид хозяйственной деятельности;
2. периодические перекочёвки большей части населения и скота;
3. особая материальная культура и мировоззрение степных обществ.

Кочевники обитали в засушливых степях и полупустынях или высокогорных районах, где скотоводство является наиболее оптимальным видом хозяйственной деятельности (в Монголии, например, земли пригодные для земледелия составляют 2 %, в Туркменистане — 3 %, в Казахстане — 13 % [сомнительная информация] и т. д.). Главной пищей номадов были различные виды молочных продуктов, мясо животных, охотничья добыча, продукты земледельческого хозяйства и собирательства. Засуха, снежный буран, заморозки, эпизоотии и другие стихийные бедствия могли быстро лишить номада всех средств к существованию. Для противодействия природным напастям скотоводы разработали эффективную систему взаимопомощи — каждый из соплеменников снабжал пострадавшего несколькими головами скота.
Как отмечает историк Сергей Александрович Нефёдов: "Суммируя данные исторических источников и археологических раскопок, можно прийти к выводу, что для общества кочевников были характерны: малая продолжительность жизни людей, высокая смертность, периодический голод и связанные с ним колебания численности населения, постоянные войны между родами и племенами".

## Быт и культура кочевников
Поскольку животным постоянно были необходимы новые пастбища, скотоводы были вынуждены несколько раз в год перемещаться с одного места на другое. Наиболее распространённым типом жилищ у кочевников были различные варианты разборных, легкопереносимых конструкций, покрываемых, как правило, шерстью или кожей (юрта, палатка или шатер). Домашняя утварь и посуда чаще всего делалась из небьющихся материалов (дерево, кожа). Одежда и обувь шились, как правило, из кожи, шерсти и меха, но также и из шелка, и других дорогих и редких тканей и материалов. Явление «всадничества» (то есть наличие большого количества лошадей или верблюдов) давало кочевникам значительные преимущества в военном деле. Кочевники не существовали изолированно от земледельческого мира, но не особо нуждались в продукции земледельческих народов. Для кочевников характерна особая ментальность, которая предполагает специфическое восприятие пространства и времени, обычаи гостеприимства, неприхотливость и выносливость, наличие у древних и средневековых номадов культов войны, воина-всадника, героизированных предков, нашедших, в свою очередь, отражение, как в устном творчестве (героический эпос), так и в изобразительном искусстве (звериный стиль), культовое отношение к скоту — главному источнику существования номадов. При этом необходимо иметь в виду, что так называемых «чистых» кочевников (кочующих постоянно) немного (часть номадов Аравии и Сахары, монголов и некоторых др. народов евразийских степей).
Знаменитый трактат китайского историка Сыма Цяня «Ши цзи» («Исторические записки») описывает быт хуннского общества: «Из домашнего скота у них больше всего лошадей, крупного и мелкого рогатого скота, а из редкого скота — верблюдов, ослов, мулов, катиров, тоту и тани (речь идет о редких породах лошадей). В поисках воды и травы [они] переходят с места на место, и хотя у них нет городов, обнесенных внутренними и наружными стенами, нет постоянного местожительства и они не занимаются обработкой полей, тем не менее каждый тоже имеет выделенный участок земли… Мальчики умеют ездить верхом на овцах, из луков стрелять птиц и мышей; постарше стреляют лисиц и зайцев, которых затем употребляют в пищу; все возмужавшие, которые в состоянии натянуть лук, становятся конными латниками. По существующим среди них обычаям, в мирное время все следуют за скотом и одновременно охотятся на птиц и зверей, поддерживая таким образом свое существование, а в тревожные годы каждый обучается военному делу для совершения нападений». Китайский евнух Чжунхан Юэ, иммигрант, сделавший карьеру при втором правителе Хуннской державы дополняет описание Сыма Цяня новыми сведениями: «По обычаям сюнну народ ест мясо домашнего скота, пьет его молоко, одевается в его кожи; скот же питается травой и пьет воду, переходя в зависимости от сезона с места на место».

## Происхождение кочевничества
Вопрос о происхождении кочевничества до настоящего времени не имеет однозначного истолкования. Ещё в новое время была выдвинута концепция происхождения скотоводства в обществах охотников. Согласно другой, более популярной сейчас точке зрения, кочевничество сформировалось как альтернатива земледелию в неблагоприятных зонах Старого Света, куда была вытеснена часть населения с производящим хозяйством. Последние были вынуждены адаптироваться к новым условиям и специализироваться на скотоводстве. Существуют и другие точки зрения. Не менее дискуссионен вопрос времени сложения кочевничества. Часть исследователей склоны считать, что кочевничество сложилось на Ближнем Востоке на периферии первых цивилизаций ещё в IV—III тыс. до н. э. Некоторые даже склонны отмечать следы номадизма в Леванте на рубеже IX—VIII тыс. до н. э. Другие полагают, что здесь ещё рано говорить о настоящем кочевничестве. Даже доместикация лошади (IV тыс. до н. э.) и появление колесниц (II тыс. до н. э.) ещё не говорят о переходе от комплексной земледельческо-скотоводческой экономики к настоящему кочевничеству. По мнению этой группы учёных переход к номадизму произошёл не ранее рубежа II—I тыс. до н. э. в евразийских степях.

## Классификация кочевничества
Существует большое количество различных классификаций кочевничества. Наиболее распространённые схемы основаны на выявлении степени оседлости и экономической деятельности:
- кочевое;
- полукочевое, полуоседлое (когда земледелие уже преобладает) хозяйство. Чаще всего скот пасут пастухи за пределами поселений, остальные остаются в поселении, где занимается земледелием и ремёслами;
- отгонное;
- Жайлау, кыстау, коктеу, кузеу (тюрк.) — летнее, зимнее, весеннее, осеннее пастбища соответственно.

В некоторых других построениях учитывают также вид кочевания:
- вертикальное (горы, равнины),
- горизонтальное, которое может быть широтным, меридиональным, круговым и т. д.

В географическом контексте можно говорить о шести больших зонах, где распространено кочевничество.
1. евразийские степи, где разводят так называемые «пять видов скота» (лошадь, крупный рогатый скот, овца, коза, верблюд), однако наиболее важным животным считается конь (тюрки, монголы, казахи, киргизы и др.). Кочевники этой зоны создали могущественные степные империи (скифы, хунну, тюрки, монголы и др.);
2. Ближний Восток, где номады разводят мелкий рогатый скот, а в качестве транспорта используют лошадей, верблюдов и ослов (бахтияры[20], бассери, курды, пуштуны и др.);
3. Аравийская пустыня и Сахара, где преобладают верблюдоводы (бедуины, туареги и др.);
4. Восточная Африка, саванны к югу от Сахары, где обитают народы, разводящие крупный рогатый скот (нуэры, динка, масаи и др.);
5. высокогорные плато Внутренней Азии (Тибет, Памир) и Южной Америки (Анды), где местное население специализируется на разведении таких животных как як (Азия), лама, альпака (Южная Америка) и др.;
6. северные, в основном субарктические зоны, где население занимается оленеводством (саамы, чукчи, эвенки и др.).

## Расцвет кочевничества
подробнее Кочевое государство
Расцвет кочевничества связан с периодом возникновения «кочевых империй» или «имперских конфедераций» (середина I тыс. до н. э. — сер. II тыс. н. э.). Эти империи возникали по соседству со сложившимися земледельческими цивилизациями и зависели от поступаемой оттуда продукции. В одних случаях кочевники вымогали подарки и дань на расстоянии (скифы, хунну, тюрки и др.). В других они подчиняли земледельцев и взимали дань (Золотая Орда). В третьих они завоевывали земледельцев и переселялись на их территорию, сливаясь с местным населением (авары, булгары и др.). Кроме того, вдоль маршрутов шёлкового пути проходившего также и по землям кочевников, возникали стационарные поселения с караван-сараями. Известны несколько крупных миграций так называемых «пастушеских» народов и позднее кочевников-скотоводов (индоевропейцы, гунны, авары, тюрки, кидани и половцы, монголы, калмыки и др.).
В хуннское время были установлены прямые контакты между Китаем и Римом. Особенно важную роль сыграли монгольские завоевания. В результате сформировалась единая цепь международной торговли, технологических и культурных обменов. По-видимому, в результате этих процессов в Западную Европу попали порох, компас и книгопечатание. В некоторых работах этот период называют «средневековой глобализацией».

## Модернизация и упадок
С началом модернизации кочевники оказались неспособными конкурировать с индустриальной экономикой. Появление многозарядного огнестрельного оружия и артиллерии постепенно положили конец их военному могуществу. Кочевники стали вовлекаться в модернизационные процессы в качестве подчинённой стороны. В результате стало меняться кочевое хозяйство, деформировалась общественная организация, начались болезненные аккультурационные процессы. В XX в. в социалистических странах были сделаны попытки провести насильственную коллективизацию и седентеризацию, которые закончились неудачей. После распада социалистической системы во многих странах произошла номадизация образа жизни скотоводов, возврат к полунатуральным методам ведения хозяйства. В странах с рыночной экономикой процессы адаптации кочевников также происходят очень болезненно, сопровождаются разорением скотоводов, эрозией пастбищ, ростом безработицы и нищеты. В настоящее время примерно 35—40 млн чел. продолжает заниматься кочевым скотоводством (Северная, Центральная и Внутренняя Азия, Ближний Восток, Африка). В таких странах как Нигер, Сомали, Мавритания и др. кочевники-скотоводы составляют большую часть населения.
В обыденном сознании превалирует точка зрения, что кочевники были только источником агрессии и грабежей. В реальности существовал широкий спектр различных форм контактов между оседлым и степным миром, от военного противостояния и завоеваний до мирных торговых контактов. Кочевники сыграли важную роль в истории человечества. Они способствовали освоению мало пригодных для жилья территорий. Благодаря их посреднической деятельности устанавливались торговые связи между цивилизациями, распространялись технологические, культурные и др. инновации. Многие общества номадов внесли свой вклад в сокровищницу мировой культуры, этническую историю мира. Однако, обладая огромным военным потенциалом, номады также оказали существенное деструктивное влияние на исторический процесс, в результате их разрушительных нашествий были уничтожены многие культурные ценности, народы и цивилизации. Корни целого ряда современных культур уходят в кочевнические традиции, но кочевой образ жизни постепенно исчезает — даже в развивающихся странах. Многие из кочевых народов сегодня находятся под угрозой ассимиляции и потери самобытности, так как в правах за использование земель они едва могут противостоять оседлым соседям.

## Кочевничество и оседлый образ жизни
Все кочевники евразийского пояса степей
прошли через таборную ступень развития или стадию нашествия.
Сдвинутые со своих пастбищ,
они беспощадно все уничтожали на своём пути,
поскольку перемещались в поисках новых земель.
... Для соседних земледельческих народов
номады таборной стадии развития всегда пребывали
в состоянии «перманентного нашествия» .
На второй стадии кочевания (полуоседлой)
появляются зимовники и летовки,
пастбища каждой орды имеют строгие границы,
а скот перегоняют по определённым сезонным маршрутам.
Вторая стадия кочевания
была самой рентабельной для скотоводов.
Производительность труда в условиях пасторализма значительно выше чем в ранних аграрных обществах. Это позволяло высвободить большую часть мужского населения от необходимости тратить время на поиски пропитания и, при отсутствии других альтернатив (таких как например монашество) позволяло направить её на военные действия. Высокая производительность труда однако достигается малоинтенсивным (экстенсивным) использованием пастбищ и требует всё новых угодий, которые необходимо отвоевывать у соседей (впрочем, теория, напрямую связывающая периодические столкновения кочевников с окружающими их оседлыми «цивилизациями» с перенаселением степей, несостоятельна). Многочисленные армии кочевников, которые были собраны из ненужных в повседневном хозяйстве мужчин, значительно более боеспособны, чем мобилизованные крестьяне, не имевшие военных навыков, так как в повседневной деятельности применяли по сути те же навыки, которые требовались от них и на войне (не случайно то внимание, которое все кочевые военачальники уделяли загонной охоте на дичь, считая действия на ней практически полным подобием боя). 
Поэтому, несмотря на сравнительную примитивность социального устройства кочевников (большинство из кочевых обществ не пошли дальше стадии военной демократии, хотя многие историки и пытались приписать им особую, «кочевую» форму феодализма), они представляли большую угрозу для ранних цивилизаций, с которыми они зачастую находились в антагонистических отношениях. 
Так, эфиопский монах XVI века Бахрей писал:

Каким образом нас побеждают галла (кочевники), хотя мы многочисленны и у нас много оружия?... Это из-за разделения нашего народа на десять разрядов, из них девять не принимают участия в войне и не стыдятся своего страха. А воюет (только) десятый разряд и сражается так, как возможно. И если нас много, то мало тех, которые способны воевать, а много тех, которые не участвуют в войне. Один разряд из них — это монахи, которым нет числа. Есть монахи с детства, которых склонили на свою сторону монахи во время учения, подобно автору этой истории и ему подобным. А есть монахи от страха перед войной.
Другой разряд называют дабтара. Они изучают книги и все дела священников. Они хлопают руками и двигают ногами (во время богослужения) и не стыдятся своего страха. Они берут за образец левитов и священников, детей Аарона. Третий разряд называется жан хацана и жан маасаре. Они охраняют право и (этим) оберегаются от участия в войне. Четвертый разряд — дагафоч, сопроводители знатных женщин и вазаро. (Это) сильные мужи и крепкие молодые люди. Они не участвуют в войне и говорят: «Мы охрана женщин». Пятый разряд называется шемагле, господа и землевладельцы. Они делят свои земли между тружениками и командуют ими, а сами не стыдятся своего страха. Шестой разряд — землепашцы. Они проводят время на полях и не думают воевать. Седьмой разряд — это те, которые получают выгоду от торговли и извлекают пользу для самих себя. Восьмой разряд — это ремесленники, такие, как кузнецы, писцы, портные и плотники и им подобные. Они не умеют воевать. Девятый разряд — это певцы, ... барабанщики и арфисты, для которых работа — попрошайничество. Они благословляют того, кто им подает, воздают пустую славу и бесполезные восхваления. И когда они проклинают тех, кто не платит, их не считают виноватыми, ибо они говорят: «Это наш обычай». Десятый разряд — это те, кто берет копье и щит и может воевать. Они следуют за негусом поспешно, чтобы напасть (на врага). Из-за их малочисленности наша страна опустошается. 
У галла нет этих девяти разрядов, которые мы упоминали. Все они способны воевать, от мала до велика. И поэтому они уничтожают и убивают нас.

Примером тех огромных усилий, которые были направлены на борьбу оседлых народов с кочевниками, является Великая китайская стена, которая тем не менее, как известно, никогда не была эффективным барьером от вторжений кочевых народов в Китай.
Омельян Прицак даёт такое пояснение постоянным набегам кочевников на оседлые территории: 
«Причины этого явления следует искать не во врождённой склонности кочевников к грабежам и крови. Скорее, речь тут идёт о четко продуманной экономической политике.»
Кочевники использовали различные стратегии:
1) стратегия набегов и грабежей (сяньби, монголы XV-XVI вв. по отношению к Китаю, Крымское ханство по отношению к России);
2) подчинение земледельческого общества и взимание с него дани (Скифия и сколоты, Хазария и славяне, Золотая Орда и Русь), контроль кочевников над Великим шелковым путём;
3) завоевание земледельческого государства, размещение на его территории военных гарнизонов, обложение крестьян податями в пользу новой элиты (тоба, кидани и чжурчжэни в Китае, монголы в Китае и в Иране);
4) политика чередования набегов и вымогания дани (хунну, тюрки, уйгуры).
Однако оседлый образ жизни, разумеется, имеет свои преимущества перед кочевым, и возникновение городов- крепостей и прочих культурных центров, а в первую очередь — создание регулярных армий, часто строившихся по кочевническому образцу: иранские и римские катафрактарии, перенятые у парфян; китайская панцирная кавалерия, строившаяся по образцу гуннской и тюркютской; русская поместная конница, впитавшая традиции татарского воинства вместе с эмигрантами из переживающей смуту Золотой Орды; и т. д., со временем дало возможность оседлым народам успешно противостоять набегам кочевников, которые никогда не стремились полностью уничтожить оседлые народы так как не могли полноценно существовать без зависимого оседлого населения и обмена с ним, добровольного или принудительного, продуктами земледелия, скотоводства и ремесла. 
Между тем, в эпохи внутреннего ослабления даже высокоразвитые цивилизации нередко гибли или значительно ослаблялись в результате массированных набегов кочевников. Хотя по большей части агрессия кочевых племен была направлена в сторону своих соседей кочевников, зачастую набеги на оседлые племена кончались утверждением господства кочевой знати над народами земледельцами. Например господство кочевников над отдельными частями Китая, а иногда над всем Китаем, повторялось много раз в его истории.
Другим известным примером тому является крушение Западной Римской империи, которая пала под натиском «варваров» во время «Великого переселения народов», в основном в прошлом оседлых племен, а не самих кочевников, от которых они спасались на территории своих римских союзников, однако конечный результат был катастрофичен для Западной Римской Империи, которая так и осталась под контролем варваров несмотря на все попытки Восточной Римской Империи вернуть эти территории в VI-м веке.
Только появление многозарядного огнестрельного оружия и артиллерии постепенно положило конец военному превосходству кочевников над земледельцами
Вопрос о взаимодействии кочевников и оседлых жителей интересовал ещё мыслителя XV века Ибн Хальдуна, который выдвинул теорию политических циклов. 
Кочевники нередко создавали «кочевые империи», если удачливый полководец и талантливый политик обеспечивал им добычу и служил объединяющим звеном. Но как только его сменял посредственный наследник, государственность кочевников разваливалась.

## Кочевничество, не связанное со скотоводством
В различных странах существуют этнические меньшинства, ведущие кочевой образ жизни, но занимающиеся не скотоводством, а различными ремеслами, торговлей, гаданием, профессиональным исполнением песен и танцев. Это цыгане, ениши, ирландские путешественники и другие. Такие «кочевники» путешествуют таборами, живя обычно в транспортных средствах либо случайных помещениях, зачастую нежилого типа. По отношению к таким гражданам властями часто применялись меры, направленные на насильственную ассимиляцию в «цивилизованное» общество. В настоящее время властями разных стран применяются меры по наблюдению за исполнением такими лицами родительских обязанностей по отношению к малолетним детям, которые в результате образа жизни их родителей не всегда получают полагающиеся им блага в области образования и здравоохранения.

### Юридический статус
В СССР 5 октября 1956 года вышел Указ Президиума Верховного Совета СССР «О приобщении к труду цыган, занимающихся бродяжничеством», приравнивающий кочевых цыган к тунеядцам и запрещающий кочевой образ жизни. Реакция на указ была двоякой как со стороны местных властей, так и со стороны цыган. Местные власти исполняли этот указ, либо выдавая цыганам жильё и побуждая или принуждая их вместо кустарного ремесла и гадания официально трудоустраиваться, либо просто прогоняя цыган со стоянок и подвергая кочевых цыган дискриминации на бытовом уровне. Цыгане же либо радовались новому жилью и достаточно легко переходили в новые условия жизни (часто это были цыгане, имеющие по новому месту жительства друзей-цыган либо оседлых родственников, которые помогали им при налаживании новой жизни), либо же считали указ началом попытки ассимилировать, растворить цыган как этнос и всячески уклонялись от его исполнения. Те цыгане, что сначала приняли указ нейтрально, но не имели информационной и моральной поддержки, вскоре восприняли переход на оседлость как несчастье. В результате указа осело большинство цыган СССР.

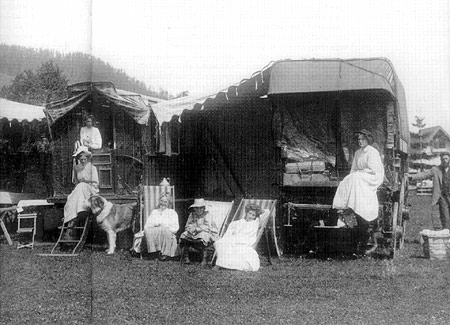
Ениши в Восточной Швейцарии, около 1900 года

Ениши, имеющие гражданство Швейцарии, с 1998 года, после ратификации Рамочной конвенции о защите национальных меньшинств Европы, признаны в качестве национального меньшинства под названием Fahrende, буквально «путешествующие», независимо от того, ведёт ли конкретный представитель этноса оседлый или кочевой образ жизни.
Перед федеральными органами Швейцарии интересы енишей представляет основанная в 1975 году организация Radgenossenschaft der Landstrasse, которая наряду с енишами, представляет также и другие «кочевые» народы — рома и синти. Общество получает субвенции (целевые субсидии) от государства. С 1979 года это общество является членом Международного союза цыган (IRU). Несмотря на это, официальная позиция общества состоит в отстаивании интересов енишей как отдельного народа.
Согласно международным договорам Швейцарии и приговору Федерального суда, кантональные власти обязаны предоставлять кочующим группам енишей место для стоянок и переездов, а также обеспечивать возможность посещения школ для детей школьного возраста.

## Кочевые народы
Современные кочевые народы Евразии:
- Аромуны
- Бахтиары
- Бедуины
- Белуджи
- Казахи
- Каракалпаки
- Каракачаны
- Киргизы
- Коряки
- Манси
- Монголы
- Нганасаны
- Ненцы
- Ойраты
- Пуштуны
- Саамы
- Тувинцы
- Хакасы
- Ханты
- Чукчи
- Цыгане
- Эвенки
- Эвены

Современные кочевые народы Африки:
- Берберы
- Гереро
- Зулу
- Кой-коин
- Коса
- Кушиты
- Нилоты
- Фульбе

Исторические кочевые народы:
- Авары
- Амореи
- Берендеи
- Булгары
- Гунны (или Хунну)
- Дучеры
- Древние тюрки
- Жужане
- Кидани
- Кыпчаки
- Массагеты
- Мадьяры (до крещения в 1001 году)
- Нумидийцы
- Печенеги
- Савиры
- Саки
- Сарматы
- Скифы
- Сяньби
- Торки
- Тюрки-сельджуки
- Усуни
- Хазары
- Чжурчжэни

### Художественная литература
- Есенберлин, Ильяс. Кочевники. 1976.
- Шевченко Н. М. Страна Номадов. М.: «Известия», 1992. 414 с.